# Šupljina
Za značenje pojma šupljina u elektronici pogledaj članak Poluvodič
Šupljina (izdan 1946.) je roman Agatha Christie s Herculeom Poirotom u glavnoj ulozi.

## Radnja
Kad je lady Angkatell organizirala vikend-zabavu na svom seoskom imanju, Šupljini, činilo se kako je mislila na sve; sposoban batler, dovoljan broj kućnih pomoćnica – zapravo, jedina stvar koju je, izgleda, previdjela bila je činjenica kako se većina njezinih gostiju međusobno ne podnosi... Jedan od pozvanih na nedjeljni ručak bio je i Hercule Poirot. S veseljem se odazvao, no doček ga je razočarao. Naime, pretpostavio je da su upravo za njega inscenirali ubojstvo.... Ipak, ubojstvo je bilo i više nego stvarno: dok nesretnik umire na rubu bazena, pištolj dotle lagano tone na dno. Slučaj izgleda prilično jednostavno, no ništa nije onako kao što se čini...  
Sumnjivi su svi, a u jednom trenutku čak i veliki Hercule Poirot koji je zbunjen slučajem … 

## Ekranizacija
Ekraniziran je u devetoj sezoni (2003.–04.) TV serije Poirot s Davidom Suchetom u glavnoj ulozi.

## Poveznice
- Šupljina  Arhivirana inačica izvorne stranice od 14. srpnja 2014. (Wayback Machine) na Agatha-Christie.net, najvećoj domaćoj stranici obožavatelja Agathe Christie